# Збірна України з хокею з м'ячем
Збірна України з хокею з м'ячем — національна чоловіча команда України, яка представляє країну на міжнародних змаганнях з хокею з м'ячем. Функціонування команди забезпечується Українською федерацією з хокею з м'ячем та рінк-бенді. У 2013 році команда дебютувала в Дивізіоні Б чемпіонату світу (другий за ієрархією дивізіон світового хокею).

## Результати виступів на чемпіонатах світу
| Рік  | Місце проведення    | Місце (загальне) |
| ---- | ------------------- | ---------------- |
| 2013 | Ветланда            | група Б, 8 (14)  |
| 2014 | Іркутськ та Шелехов | група Б, 8 (16)  |
| 2015 | Хабаровськ          | не брали участі  |
| 2016 | Ульяновськ          | група Б, 3 (11)  |
| 2017 | Сандвікен           | група Б, 5 (13)  |
| 2018 | Хабаровськ, Харбін  | група Б, 6 (14)  |
| 2019 | Венерсборг          | група Б, 9 (17)  |

## Історія

### Зародження та перший чемпіонат світу

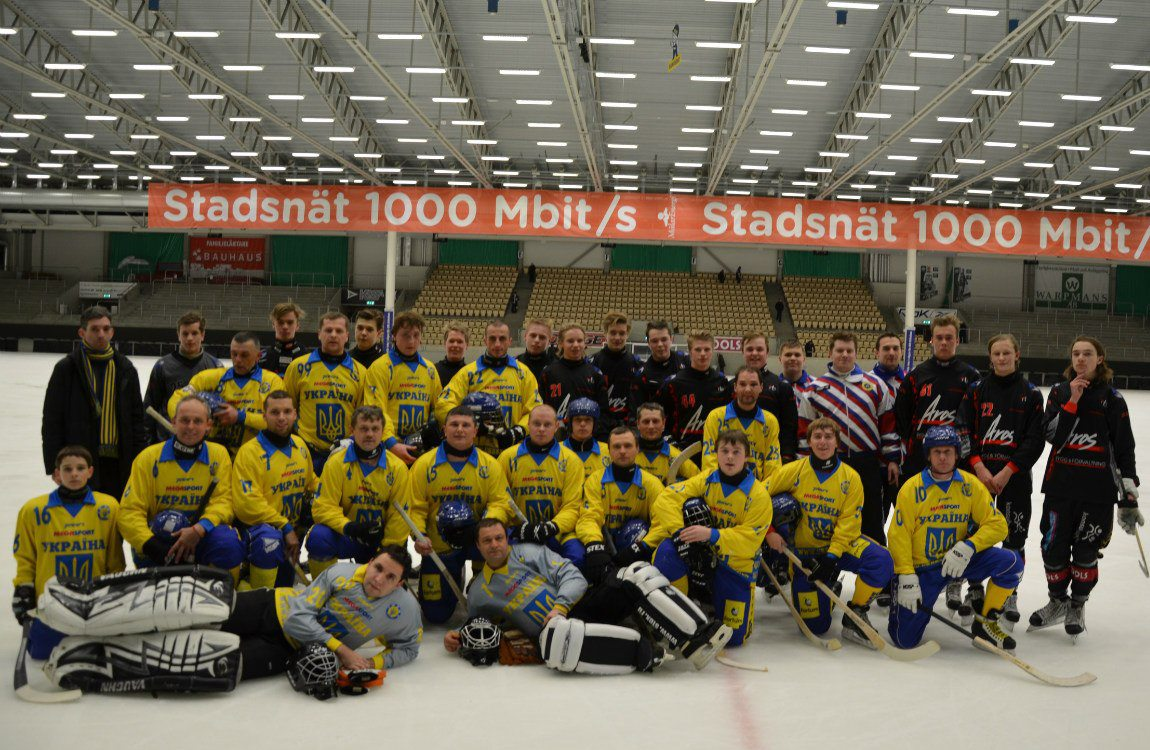
Гравці збірної України та молодіжного складу клубу Tillberga під час тренувального збору у Вестеросі.

У 2007 році, коли була створена Українська Федерація хокею з м'ячем та рінк-бенді, щороку ходили розмови, що на наступному чемпіонаті світу обов'язково дебютує збірна України.
Проте довгі роки ситуація в українському бенді не сприяла появі національної збірної та її участі в міжнародних змаганнях. І лише в 2012 році після проведення дебютних Чемпіонату та Кубку країни українська команда заявилась на перший в своїй історії міжнародний турнір — щорічний аматорський турнір, присвячений річниці Перемозі СРСР у ВВВ, який відбувся 5 травня 2012 року в палаці спорту «Крилатське», Москва. Українська команда складалась з гравців команди «Авангард» (Буди), кількох гравців дніпропетровського «Дніпра» та представника ХК «Сєвєродонецьк». Щоб підкреслити аматорський статус турніру, його організатори назвали українську команду «Збірна аматорів України». Команда виграла свій перший матч у «Звьоздочки» з Сєвєродвинську 3:2, але програла всі наступні матчі і посіла підсумкове останнє восьме місце.
У жовтні 2012 року в Дніпропетровську відбувся перший збір кандидатів до національної команди. Для проведення збору в Україну прибули шведські фахівці Томас Енгстрем та Йоран Ослунд. Збір показав, що Україна має всі передумови, щоб заявитися на найближчий чемпіонат світу. Другий збір відбувся в грудні в Будах. На нього з Мурманська прилетів головний тренер майбутньої збірної Андрій Марковиченко. Нарешті, останній збір національна команда провела в шведському Вестеросі на «ABB Arena» напередодні дебютного для неї світового форуму, який пройшов 24—26 січня у шведській Ветланді на «Sapa Arena».
Склад збірної України складався виключно з гравців, що постійно мешкають в Україні, за винятком Андрія Марковиченка — росіянина українського походження, колишнього професійного гравця. На чемпіонаті світу за збірну України виступали воротарі: Дмитро Зурашвілі («Авангард») та Геннадій Бабенко («Дніпро»), польові гравці: Віктор Шаталов, Юрій Суздалев, Антон Лозовой, В'ячеслав Кузьмін, Ілля Іванов, Михайло Скалицький — «Дніпро», Олександр Безкоровайний, Анатолій Явдокименко, Віталій Радченко, Євген Удовіченко — «Авангард», Олег Чикарєв, Олександр Пласкач, Олександр Мітленко — «Штурм» Жовті Води, Дмитро Цимбал з Луцька, Вадим Жайворонок з Києва та Андрій Марковиченко з Мурманська. Начальником команди був Президент УФХМР Сергій Бабенко. Анатолій Явдокименко та Михайло Скалицький стали найстаршим та наймолодшим гравцями чемпіонату (51 та 12 років).

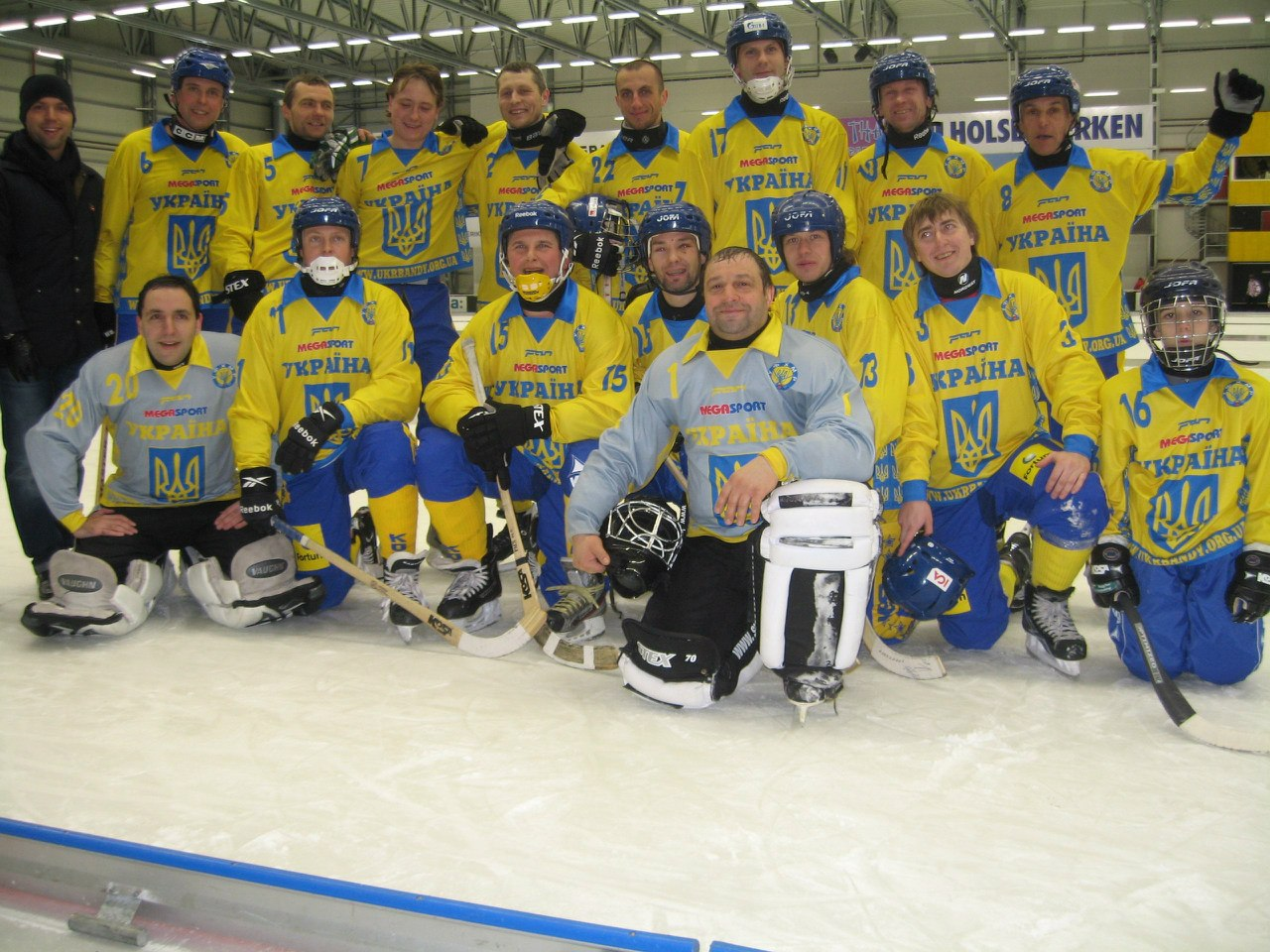
Склад збірної на першому чемпіонаті світу.

У першому матчі збірній України протистояв фаворит групи В2 — збірна Естонії, в якій грало кілька російських гравців. З рахунком 13:6 перемогли естонці. Більш рівною була друга гра проти Нідерландів. Ще за 10 хвилин до кінця рахунок був 3:3, і лише на останніх хвилинах більш досвідчені голландці дотиснули Україну і перемогли 5:3. Останній матч в групі проти Японії вже не мав турнірного значення — обидві команди позбулись шансів на вихід в плей-оф, і на них окрім поточної зустрічі очікував втішний фінал, що складався з 2 матчів — разом 3 матчі поспіль України та Японії. Груповий матч японці виграли доволі легко 8:3. В першому матчі за підсумкові місця гра була рівною, обидві команди по черзі вели в рахунку, але на останніх хвилинах більш пощастило японцям — 6:5. В останній грі українцям потрібна була лише перемога. Японці обрали захисну модель гри, перший тайм завершився нульовою нічиєю. У другому таймі японцям вдалась результативна контратака, після чого збірна України пішла ва-банк і програла 3:1.

### Другий чемпіонат світу
Другий чемпіонат для збірної України пройшов з 27 до 31 січня 2014 року в російському Іркутську. В рамках підготовки до чемпіонату 7 січня в Дніпропетровську відбувся перший тур національної першості, а тренувальний збір пройшов в Іркутську напередодні чемпіонату. Склад збірної був наступний: воротарі: Дмитро Зурашвілі («Авангард») та Геннадій Бабенко («Дніпро»), польові гравці: Віктор Шаталов, Юрій Суздалев, Антон Лозовой, В'ячеслав Чернавін, Ілля Іванов, Михайло Іванов — «Дніпро», Павло Зіменко, Віталій Радченко, Євген Удовіченко, Юрій Данченко — «Авангард», Олег Чикарєв, Олександр Мітленко — «Штурм», Дмитро Цимбал з Луцька, Дмитро Зюзь з Києва, вихованець іркутської хокейної школи Євген Бобко та Андрій Марковиченко з Мурманська.
У першому матчі суперниками збірної України були старі знайомі з Японії. Цього разу збірна України контролювала гру, але пропустила 2 контратаки від лідера японців Джена Ішіоки та в підсумку поступилась 2:1. Першу історичну перемогу на чемпіонатах світу збірна України здобула в наступному матчі, не зустрівши проблем (13:0) в матчі з найбільш екзотичною командою — дебютантом чемпіонату, збірною Сомалі, яка складається з емігрантів, що мешкають в Швеції. В третьому матчі збірна України за всіма статтями поступилась Монголії 2:7. В останньому груповому матчі збірна України здобула перемогу над ще одним дебютантом — збірною Німеччини, 8:3. В чвертьфіналі жовто-блакитні вийшли на ще одних знайомих з Естонії, як і минулого року підсилених росіянами. Естонці володіли ініціативою і довели матч до впевненої перемоги 5:1. У драматичному матчі за 15 місце німцям вдалось взяти реванш в українців 5:4, і на нашу збірну чекав ще один втішний матч проти Сомалі одразу після гри з Німеччиною. Матч України та Сомалі викликав жвавий інтерес серед шанувальників хокею з м'ячем через екзотичність матчу та перерву в іграх групи А. Збірна України протягом першого тайму шукала свою гру (2:1), але в другому таймі дотиснула сомалійців — 13:1.

### Чемпіонати світу 2015 та 2016 років
У 2015 році чемпіонат світу вдруге поспіль проходив в Російській Федерації на льоду хабаровської «Єрофей-Арени». Восени 2014 року на щорічній конференції УФХМР обговорювалося питання доцільності участі збірної України в змаганнях, що проходять на території Росії, через відсутність спортивних контактів між країнами було прийнято рішення відмовитися від участі в хабаровському чемпіонаті.

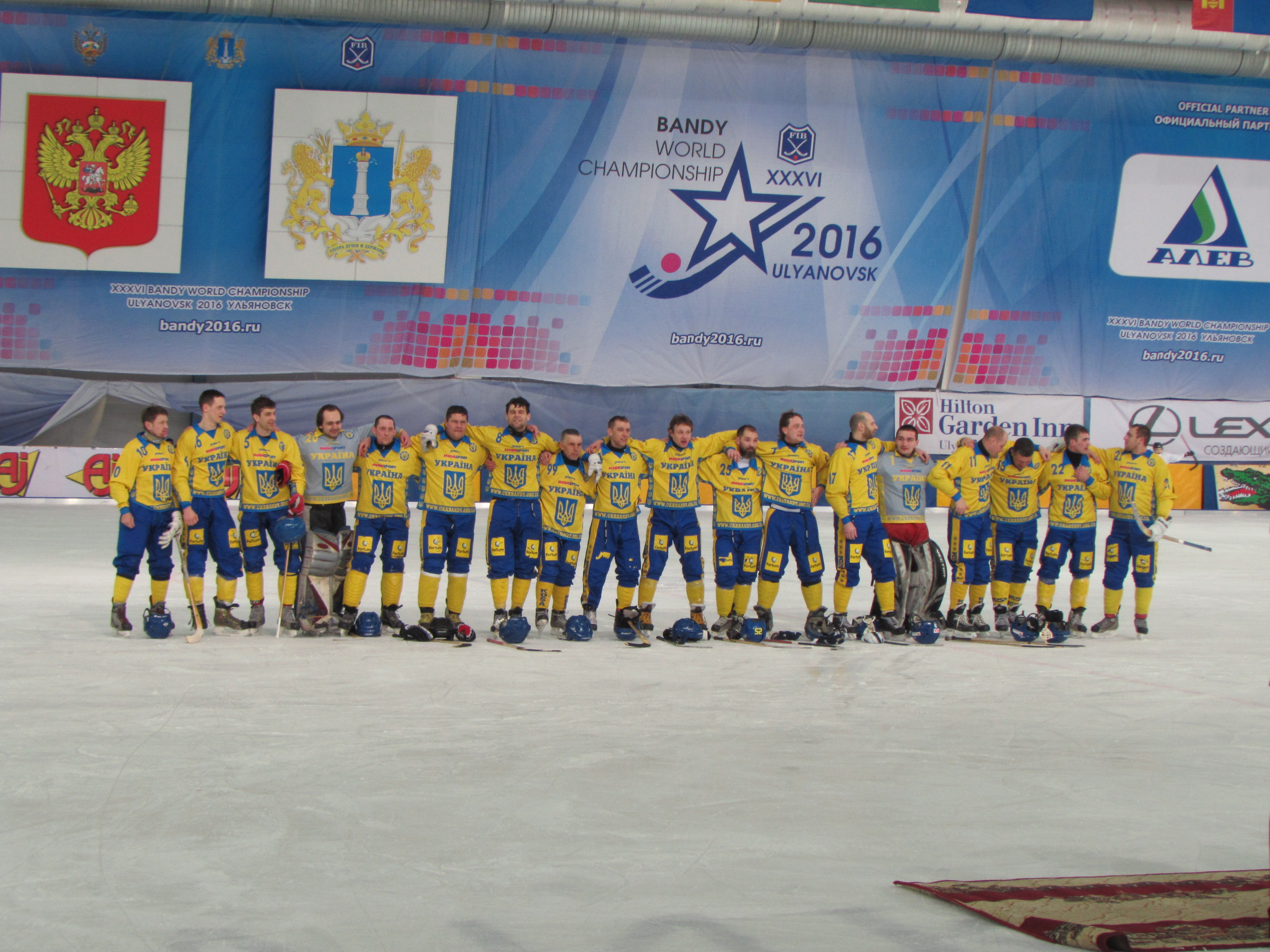
Національна збірна на чемпіонаті світу в Ульяновську.

В 2016 році втретє поспіль господаркою чемпіонату стала Росія — цього разу ульяновська «Волга-Спорт-Арена». І цього разу на конференції УФХМР піднімалось питання про доцільність поїздки в Росію, але цього разу делегати прийняли рішення, що така поїздка вкрай необхідна для подальшого розвитку хокею з м'ячем в Україні.
Напередодні виїзду в Будах був проведений розіграш Кубку України на полі для гри 8 на 8 зі стандартними воротами. Цьогорічна збірна була складена з харків'ян: воротарі Тимур Даас та Ігор Резнік, польові гравці Олександр Некипелов, Сергій Гончаренко, Валерій Потравний, Роман Коноплицький, Сергій Акулов, Віталій Радченко, Михайло В'язовов, Андрій Калитка, Євген Удовіченко, а також Віктор Шаталов, Юрій Суздалев, Антон Лозовой — «Дніпро», Олександр Мітленко — «Штурм», Дмитро Цимбал з Луцька, Андрій Марковиченко з Мурманська, та вихованець ульянівського хокею Дмитро Коваль. Оновився і тренерський штаб. До керма збірної став шведський фахівець Магнус Альм. Сергій Бабенко залишився начальником команди.
У першому матчі з п'ятої спроби українці, нарешті, здолали японців 6:1. У другому матчі дня збірна України не без проблем переграла дебютанта світових форумів збірну Чехії 9:7. Другий день для збірної України розпочався з легкої перемоги над Сомалі 8:0 та продовжився перемогою над Китаєм 8:2.
В останньому груповому матчі українцям протистояли монголи. Для збереження першого місця українцям достатньо було не програти з великим рахунком, але матч виявився напрочуд напруженим. Монголи підняли градус, розпочавши неспортивне полювання за лідерами збірної України на льоду, поки в другому таймі ціною червоної картки не травмували Андрія Марковиченка. У підсумку монголи все ж таки перемогли 2:1, але не посунули Україну з першої позиції.
У чвертьфіналі збірна України мала грати проти останньої команди групи В1, але через недотримання правил участі гравців без громадянства була дискваліфікована збірна Естонії, і українцям довелось знову грати проти Японії — другої команди В2. Цього разу матч виявився більш рівний, і основний час закінчився внічию 2:2, причому японці зрівняли рахунок вже в доданий час. За регламентом у випадку нічийного результату в чвертьфіналі одразу пробивались серії пенальті. З рахунком 2:1 в 12-метрових ударах була сильніше Україна.
Того ж дня в півфіналі збірна України грала з переможцем групи В1 збірною Німеччини. Команди почергово виходили вперед і в кінці основного часу на табло світився рахунок 5:5. В екстратаймі забитих м'ячів не було, і вдруге за день переможець вирішувався в серії штрафних ударів. Німці реалізували всі 3 свої спроби, а українці схибили в останньому ударі. Німеччина — в фіналі, а Україна буде грати в бронзовому матчі з Монголією.
Матч за бронзу виявився досить складним, монголи вели в рахунку протягом майже всього матчу, спочатку 3:0, потім 5:2, але основний час закінчився з рахунком 5:5, а під час додаткового часу, в якому діяло правило «золотого голу», українцям вдалось провести результативну атаку, яку замкнув Дмитро Коваль: 6:5. Одразу після фінального свистка на льоду виникла масова бійка, в ході якої Юрій Суздалєв отримав струс мозку, а в хід бійки довелось втрутитись співробітникам поліції.
За підсумками чемпіонату збірна України здобула третє місце в групі В (підсумкове 11 місце) і здобула малі бронзові медалі, що є найкращим результатом в історії українського хокею з м'ячем. Дмитро Коваль був визнаний найкращим бомбардиром та найкращим нападником турніру, крім того він разом з Андрієм Марковиченком потрапили до символічної збірної чемпіонату.

### Сьогодення
Збірна України під час підготовки до виступу на чемпіонаті світу 2017 року, який пройшов 24-28 січня в шведському місті Тролльгеттан. 10-11 грудня провела навчально-тренувальний збір кандидатів у Дніпрі, Україну відвідав головний тренер збірної швед Магнус Альм, який 12 грудня в Києві провів зустрічі з головами департаментів Міністерства молоді та спорту України, а також з представниками центральних ЗМІ.
Вперше Україна виступила в підгрупі B1 разом із командами Монголії, Угорщини та Японії. У підгрупі B2 грали збірні Канади, Естонії, Нідерландів, Чехії, Китаю та Сомалі. Збірна України посіла підсумкове тринадцяте місце.
На чемпіонатах світу 2018 та 2019 років національна збірна посідала відповідно 14-ие та 17-те місця.